# Magasút
Magasút ([ˈmɒgɒʃuːt]) est un quartier situé dans le 12e arrondissement de Budapest.